# Юрінком Інтер
Юрінком Інтер — одне з найбільших[джерело?] українських видавництв юридичної літератури. За понад тридцять років існування Юрінком видав понад п'ятсот найменувань книг із загальним тиражем в кілька мільйонів примірників.
Найбільш відомими серед книг видавництва є науково-практичні коментарі до кримінального та кримінально-процесуального кодексів, коментований Кодекс законів про працю, збірки постанов Пленуму Верховного Суду України з кримінальних і цивільних справ, юридичні енциклопедії, навчально-методичні посібники.
Видавництво «Юрінком Інтер» неодноразово отримувало державні заохочення. Продукція видавництво постійно презентується на Франкфуртському, Варшавському та Московському міжнародних книжкових ярмарках.
На сайті Видавництва представлено

## Періодичні видання
Успішним є випуск видавництвом періодичних видань, зокрема загальнонаціональної правової газети «Юридичний вісник України», фахового журналу  «Юридична Україна», а також  науково-практичних журналів «Часопис українського судочинства", «Бюлетень законодавства» (Бюлетень законодавства і юридичної практики України).

## Книжкова продукція видавництва
Визначальними видами книжкової продукції "Юрінком Інтер" є:

### Науково-практичний коментар
Коментар - один з найскладніших продуктів видавничої справи. Він створюється як пам’ятка для користувача, в якій норми акту приведені у робочий стан (розтлумачені, конкретизовані, позначені системно-структурними зв’язками з іншими нормативно-правовими актами.
Читацька аудиторія коментарів найрізноманітніша: професійні юристи, управлінці, керівники підприємств, установ, організацій, викладачі, науковці, студенти.
Видавництво має у розпорядженні коментарі господарського, кримінально-виконавчого, сімейного, цивільного, цивільно-процесуального кодексів. 
Піддані коментуванню таки важливі нормативно-правові акти як законодавство про фінансово-правові санкції, з питань спадкування, окремі закони «Про державну підтримку сільського господарства України», «Про господарські товариства»,  «Про загальнообов’язкове  пенсійне страхування», а також судова практика розгляду справ про корпоративні конфлікти, житлові спори, загальногосподарські питання, з розгляду юридичних помилок в документах тощо.
Науково-практичні коментарі видавництва

### Підручники та посібники
Всі підручники видавництва мають відповідний гриф Міносвіти України, багато з них отримали відзнаки на всеукраїнських конкурсах
Підручники та посібники видавництва "Юрінком Інтер"
НАУКОВІ ВИДАННЯ
Видавництвом кожен рік випускаються наукові монографічні видання, список яких включає вагомі наукові дослідження. Серед багатьох видань привертають увагу значимі роботи, зокрема:  "Принципи права України" (А. М. Колодій, 1998 р, 208 с.), "Банківська  система України. Правові засади організації" (О. П. Орлюк, 2003 р., 240 с.), "Адміністративно-деліктний правовий феномен" (В. К. Колпаков, 2004 р., 528 с.), "Недоговірні зобов'язання в цивільному праві України" (О. О. Отраднова, 2009 р. 240 с.), "Заочний розгляд справ в цивільному процесі України" (Ю. В. Навроцька, 2009 р., 192 с.), "Фінансово-правове зобов'язання як окрема категорія фінансового права (Д. О. Гетьманцев, 2011 р., 368 с.), "Злочинність в Україні:  тенденції, закономірності, методи пізнання" (О.Г. Кулик, 2011 р., 304 с.), "Правове регулювання виборчих спорів: теоретичний і практичний аспекти" (М. І. Смокович, 2014 р., 576 с.), "Охоронна функція права" (В. С. Ковальський, 2010 р., 336 с.). Автори зазначених монографій стали відомими українськими вченими.    